# فيروزة نما (مقاطعة فسا)
فيروزة نما (بالإنجليزية: Sangbari-ye Firuzeh Noma)‏ هي human-geographic territorial entity تقع في فارس في إيران.